# Ginnick
Ginnick is een plaats in de Duitse gemeente Vettweiß, deelstaat Noordrijn-Westfalen, en telt 405 inwoners (2007).